# Nowy Świat 2.0
Nowy Świat 2.0 – biurowiec znajdujący się przy ulicy Nowy Świat 6/12 w Warszawie, między zabytkową kamienicą nr 4 a gmachem Centrum Bankowo-Finansowego „Nowy Świat”.

## Budynek
Autorem projektu jest Andrzej Marek Chołdzyński z pracowni AMC. Ten sam architekt współprojektował sąsiadujący od południowego zachodu budynek Giełdy Papierów Wartościowych w Warszawie. Wmurowanie kamienia węgielnego pod budowę biurowca, nazwanego pierwotnie CBF Nowy Świat Bis, nastąpiło 27 czerwca 2013 roku.
Budynek powstał na działce o wymiarach 20 m (szerokość wzdłuż ulicy) i 80 m (głębokość). Ma charakter biurowo-konferencyjny klasy A i handlowo-usługowy. Jego całkowita powierzchnia wynosi 9270 m², w tym powierzchnia biurowa – 4030 m², a handlowa – 1900 m². Powierzchnia biurowa jednej kondygnacji wynosi 1055 m². Ma 119 miejsc parkingowych. W czasie budowy wykorzystano szlachetne materiały wykończeniowe elewacji: szkło o najwyższej jakości, stali, kamienia, żelbetu architektonicznego i drewnianych okładzin. Elewacja została wykonana w systemie „podwójnej skóry”, co umożliwiło uzyskanie lepszych parametrów termicznych w budynku, a także polepszyło parametry akustyczne. Dodatkowo na elewacji między oknami umieszczono pionowe „żyletki” nawiązujące do modernistycznej architektury powojennej. Zastosowano energooszczędne rozwiązania projektowe, dzięki czemu budynek uzyskał certyfikat energetyczny A oraz certyfikat LEED. Zabezpieczenie ogniowe pomiędzy kondygnacjami uzyskano przez wykonanie żelbetowych półek w strefie pomiędzy właściwą elewacją a szybą osłony zewnętrznej.
Budynek styka się ze ślepą ścianą kamienicy przy Nowym Świecie 4, ma łagodnie wygięty front z cofniętą najwyższą kondygnacją. Parter jest zdominowany przez wysokie podcienia wsparte na ukośnych filarach. Poziom -1, parter i antresola będą miały funkcję handlową. Poniżej – dwie kondygnacje parkingów. Z zewnątrz budynek wygląda tak, jakby miał 6 kondygnacji: parter i antresola będą z zewnątrz widoczne jako jedna kondygnacja. 
Pomiędzy nowym budynkiem a „Domem Partii” (Centrum Bankowo-Finansowym) powstał mały i wąski placyk, z którego jest przejście na dziedziniec domu partii.
Inwestorem jest jedna ze spółek portfelowych MARS FIZ. Fundusz ten jest zarządzany przez MS Towarzystwo Funduszy Inwestycyjnych SA, którego jedynym akcjonariuszem jest Agencja Rozwoju Przemysłu.
Generalnym wykonawcą inwestycji była spółka Karmar SA.

## Historia posesji
Budynek znajdujący się na działce obecnego biurowca zajmował do 1871 roku Zakład Sierot i Ochrona (dom sierot i ochronka dla małych dzieci) Warszawskiego Towarzystwa Dobroczynności, który w tym roku przeniósł się na ul. Freta. W 1873 roku wprowadził się do budynku III Oddział Warszawskiej Straży Ogniowej (który przeniósł się tu z zabudowań mieszczących się do tej pory na posesji pomiędzy ówczesną Aleją Jerozolimską a Smolną). W tymże roku na zapleczu 3-kondygnacyjnego budynku wybudowano cylindryczną wieżę, czatownię, służącą do obserwacji miasta. 
Siedziba straży ogniowej mieściła się tu do 1936 roku, kiedy to przeniosła się na ul. Polną 1, gdzie znajduje się do dzisiaj. Na tyłach posesji w latach 1936–1938 wzniesiono nowoczesny budynek publicznych szkół powszechnych (Publiczne Szkoły Powszechne nr 40, nr 45, nr 46 i nr 101).
Zabytkowy budynek i czatownia przetrwały II wojnę światową w niemal niezniszczonym stanie. Budynek straży i szkoły zostały rozebrane w 1948 roku w związku z budową siedziby Komitetu Centralnego Polskiej Zjednoczonej Partii Robotniczej na sąsiednich posesjach. Wieża czatowni została rozebrana w 1951 roku. Nie zrealizowano planu wyburzenia budynków do ul. Książęcej.

## Nagrody i wyróżnienia
- 2015: I Nagroda Architektoniczna Prezydenta m.st. Warszawy w kategorii Budynek komercyjny[11]